# Kiyatherium
Kiyatherium cardiodens
Genre
Espèce
Kiyatherium est un genre fossile de petits mammifères primitifs de la famille des Zhangheotheriidae (ordre des symmétrodontes) et de la famille des Zhangheotheriidae.
Deux fossiles appartenant à Kiyatherium sont connus ; il s'agit de deux fragments de maxillaires dont l'un porte encore neuf dents,. Ils ont été découverts dans le Crétacé inférieur de Sibérie occidentale près de la ville de Kemerovo.
Le maxillaire portant les dents constitue l'holotype de la seule espèce du genre, Kiyatherium cardiodens. C'est la seule espèce de Zhangheotheriidae découvert hors de Chine. Elle provient de la formation géologique d'Ilek datée du Crétacé inférieur (Barrémien à Aptien), soit un âge équivalent à celui des fossiles chinois de Zhangheotheriidae.

## Étymologie
Le nom de genre Kiyatherium fait référence à la rivière « Kiya  » près de laquelle ont été trouvés les fossiles de Kiyatherium ; il signifie « la bête de la (rivière) Kiya ».

## Description
L'animal présente quatre prémolaires et quatre molaires. Ses molaires sont triangulaires et pointues, tandis que sa canine, pourvue d'une seule racine est de petite taille.

## Classification
À l'occasion de la description d'un nouveau genre (Anebodon) en 2016, Bi et al. ont établi le cladogramme suivant, limité aux Zhangheotheriidae. Kiyatherium apparaît en position basale parmi les Zhangheotheriidae, où il se place en groupe frère avec le genre Anedobon :
|  | Anebodon    |
|  |             |
|  | Kiyatherium |
|  |             |

|  | Zhangheotherium                                              |
|  |                                                              |
|  | \| \| autres Symmetrodonta non-Zhangheotheriidae \| \| \| \| |
|  |                                                              |
|  | autres Symmetrodonta non-Zhangheotheriidae                   |
|  |                                                              |

|  | autres Symmetrodonta non-Zhangheotheriidae |
|  |                                            |

|  | Zhangheotherium                                              |
|  |                                                              |
|  | \| \| autres Symmetrodonta non-Zhangheotheriidae \| \| \| \| |
|  |                                                              |
|  | autres Symmetrodonta non-Zhangheotheriidae                   |
|  |                                                              |

|  | autres Symmetrodonta non-Zhangheotheriidae |
|  |                                            |

|  | Anebodon    |
|  |             |
|  | Kiyatherium |
|  |             |

|  | Zhangheotherium                                              |
|  |                                                              |
|  | \| \| autres Symmetrodonta non-Zhangheotheriidae \| \| \| \| |
|  |                                                              |
|  | autres Symmetrodonta non-Zhangheotheriidae                   |
|  |                                                              |

|  | autres Symmetrodonta non-Zhangheotheriidae |
|  |                                            |

|  | Zhangheotherium                                              |
|  |                                                              |
|  | \| \| autres Symmetrodonta non-Zhangheotheriidae \| \| \| \| |
|  |                                                              |
|  | autres Symmetrodonta non-Zhangheotheriidae                   |
|  |                                                              |

|  | autres Symmetrodonta non-Zhangheotheriidae |
|  |                                            |

## Publication originale
- (en) E. N. Maschenko, A. V. Lopatin et A. V. Voronkevich, « A new Early Cretaceous mammal from western Siberia. », Dokl. Biol. Sci., no 386,‎ 2002, p. 715–717 (lire en ligne [PDF])